# Ascension (Misia)
Ascension è il settimo album in studio della cantante giapponese Misia, pubblicato nel 2007.

## Tracce
1. Color of Life – 4:42
2. Future Funk – 4:02
3. Remember Lady – 4:52
4. TYO – 3:45
5. Taiyō ga Kureta Present (太陽がくれたプレゼント) – 4:07
6. Stay in My Heart – 6:52
7. Tsuki (月) – 5:05
8. Shinin' (Nijiiro no Rhythm) (SHININ' ～虹色のリズム～) – 5:11
9. Suna no Shiro (砂の城) – 4:47
10. Angel – 4:32
11. Luv Parade – 4:09
12. We Are the Music – 5:37
13. Song for You – 5:54
14. Hoshi no Ginka (星の銀貨) – 5:00